# František Xaver Drozen
František Xaver Drozen (8. března 1898 Tatobity – 26. dubna 1972 Turnov) byl český houslař.

## Život
Řemeslu se učil v Praze u Jana Baptisty Vávry (strýc) a Jaroslava Dvořáka. Po roce 1919 pracoval jako tovaryš u houslařů Antonína Chudlařského, Bohuslava Lantnera a bratří Šámalů. Samostatnou dílnu založil roku 1925 v Turnově – zde pracoval až do své smrti.
Jeho vzory byly nástroje Stradivariho, Guarneriů a Stainera. Používal zlatožlutého a granátově červeného laku. Nejznámější uživatelé Drozenových nástrojů byl Jan Kubelík, Otakar Ševčík, David Oistrach a orchestr Národního divadla. Dohromady vytvořil okolo 700 mistrovských kusů a řadu levnějších kusů z polotovarů.
Za dílo získal několik ocenění, roku 1960 vyznamenání Za vynikající práci a v roce 1971 titul zasloužilý umělec. V roce 2017 mu byla odhalena pamětní deska na domě s dílnou v Turnově. 
Jeho etikety byly často označovány jako F. X. Drozen, Vytvořil L. P 19--, V. Turnove. V prvních letech založení jeho dílny mezi lety 1925 až kolem roku 1933 měl štítek označení Frant. Drozen.

## Galerie

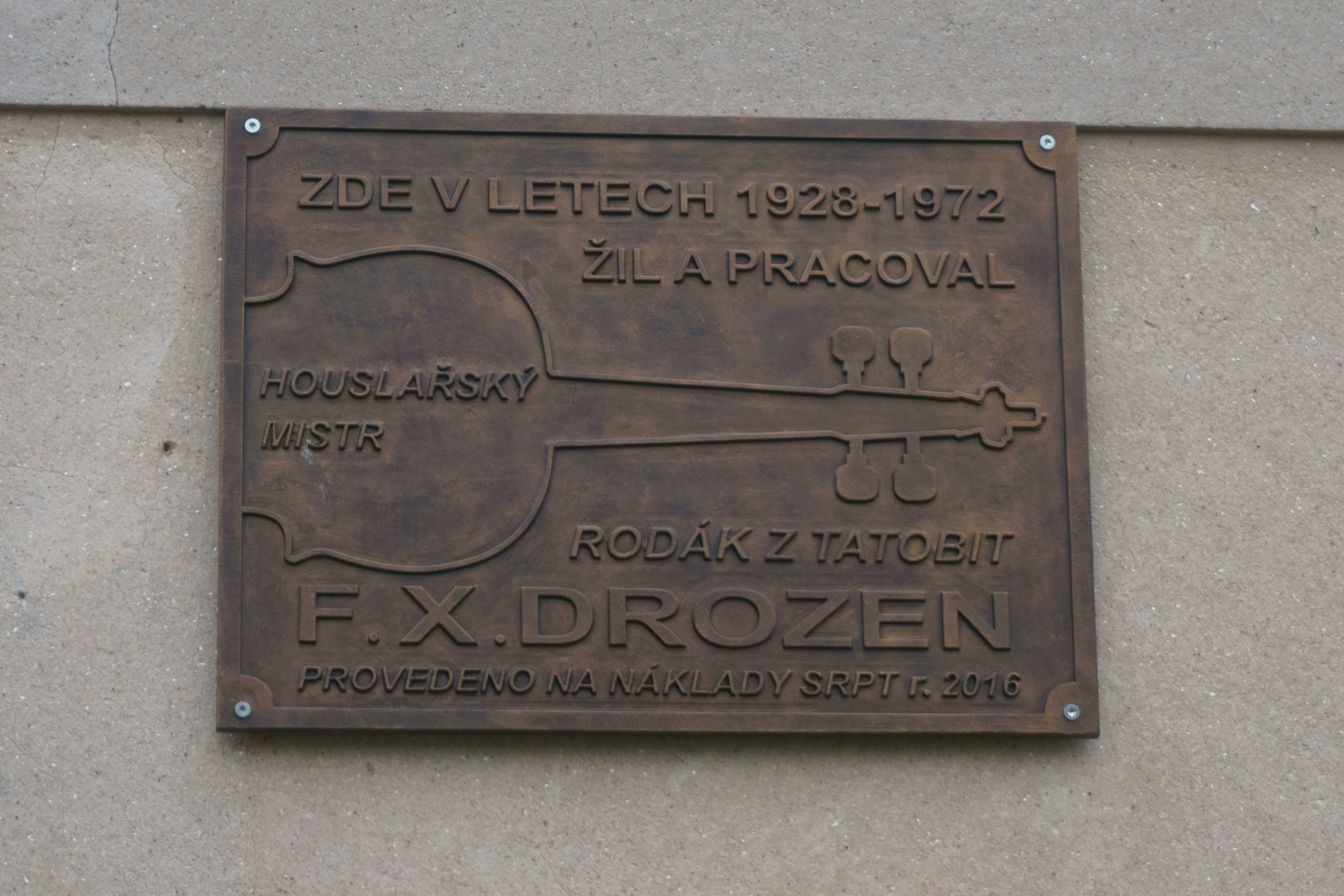
Pamětní deska na domě Komenského 802 v Turnově (odhalena 20. května 2017)